# Between the Lines (TV-serie)
Between the Lines är en av J.C. Wilsher skapad och av World Productions för BBC producerad brittisk TV-serie av kriminaldramakaraktär. Sammanlagt spelades 35 avsnitt in. Serien omfattar tre säsonger (1992-94) med i huvudsak fristående avsnitt.

## Handling
Den sympatiske Detective Chief Inspector Anthony "Tony" Clark (Neil Pearson) befordras till Detective Superintendent, men blir till sin besvikelse stationerad på internutredningen (CIB) vid the Metropolitan Police i London. Han blir chef för Detective Inspector Harry Naylor (Tom Georgeson) och Detective Sergeant Maureen "Mo" Connell (Siobhan Redmond). Som närmaste chef får han Detective Chief Superintendant John Deakin (Tony Doyle). Chef för hela CIB är Commander Huxtable.

### Omgång 1, 1992 (13 avsnitt)
Premiäromgången handlar till stor del om Tony Clark, såväl jobb som privatliv. Clark har inga skrupler när det gäller kvinnor, trots att han är gift. Han träffar bl.a. den unga Woman Police Constable Jennie Dean (Lesley Vickerage) och en lika ung journalist från tidningen Guardian. Hans fru lämnar honom i samma avsnitt som Jenny Dean och den kvinnliga journalisten får veta om varandras existens.
Jenny Dean hamnar i ett moraliskt dilemma. Under flera avsnitt ekar "Carswellfallet": En appellationsdomstol frikänner en man dömd till livstid för mord. Det blir nu CIB:s roll att undersöka den första rättegången. Ärendet går till Detective Superintendent Greaves (Robin Lermitte). Det visar sig att Jenny Deans ex-pojkvän, Detective Constable Heartgreaves begått mened. Denne pressar i sin tur Jenny Dean till att ljuga för honom.
I förhöret talar hon dock sanning, Tony Clark har samtidigt svikit henne av rädsla för att Graves ska tro att även han är inblandad. Dean begår självmord och Clark misstänker att Heartgreaves pressat henne. Vid konfrontation hävdar Heartgraves att det är Clarks chef John Deakin som både har pressat Dean till självmord samt är ledaren för ett nätverk av poliser utanför lagen. Tillsammans med Harry Naylor och "Mo" Connell försöker de sätta åt Deakin. CIB-chefen Huxtable godkänner det hela.

### Omgång 2, 1993 (12 avsnitt)
Clark utses till ställföreträdande för John Deakin - Acting Detective Chief Superintendent. Clark börjar "mobba" sin nu underställde Detective Superintendant Graves. En polisman (Daniel Craig), från Special Branch, som infiltrerat nynazister misstänks ha bytt sida. Polismannen säger sig ha allt under kontroll. Clark gör här misstaget att gripa honom vid absolut fel tillfälle och förstör en viktig operation. Graves utses till (permanent) Detective Chief Superintendent medan Clark degraderas till Detective Superintendant. Samtidigt byter CIB chef till Commander Sullivan (Hugh Ross).
Naylor extraknäcker på ett skumt vaktbolag med skumma metoder, och hotas med avsked. Han klarar sig med degradering till Detective Sergeant och förflyttning. Mo befordras till Detective Inspector.
Clark misstänker att Deakin sysslar med kriminell verksamhet och undersöker detta. Han blir misshandlad och skadar sig mycket illa, och får även ta på sig ansvaret för ett mord. Clark avslutar säsong två med kommentaren "Prove it!" ("Bevisa det!")

### Omgång 3, 1994 (10 avsnitt)
Sista omgången inleds med att Clark lämnar in sin avskedsansökan för att slippa bli åtalad för mord. Detta leder till att Clark liksom Deakin nu övergår till den privata sektorn. Naylor hamnar på förhör hos CIB. Graves håller ett förolämpande förhör, som leder till att även Naylor säger upp sig från polisen. Han börjar jobba för Tony. Sedan ansluter sig även Mo till "Tony Clark Associates". Fortsättningen involverar Deakin, MI5, vapenhandel, nynazister och galna lojalister.

## Övrigt
Det förekom diskussioner om en fortsättning, men Neil Pearson var inte intresserad. Tony Doyle, som spelade John Deakin, avled 1996.
Between the Lines blev en överraskande framgång för BBC och serien belönades 1994 av British Academy Television Award, BAFTA med priset för bästa TV-serie (alla kategorier). År 2000 belönades serien även av British Film Institute genom att inväljas på 100 bästalistan över brittiska TV-produktioner alla kategorier (utom till exempel direktsänd sport och kungliga bröllop etc).
Musikintrot (som förekommer både i inledning och avslutning av varje avsnitt) är skrivet av Hal Lindes från Dire Straits. Många avsnittsförfattare och regissörer användes men Tony Garnett var ansvarig producent för samtliga avsnitt.